# Martyn Williams
Pour les articles homonymes, voir Williams.

a Compétitions nationales et continentales officielles uniquement.

b Matchs officiels uniquement.
Dernière mise à jour le 26/01/2017.
Martyn Elwyn Williams, né le 1er septembre 1975 à Pontypridd (Pays de Galles), est un joueur de rugby à XV gallois, qui occupe le poste de troisième ligne aile. Il compte 100 sélections avec l'équipe du pays de Galles .

## Biographie
Il a joué pour l'équipe première de Pontypridd de 1996 à 1999. C'est avec ce club qu'il gagne la ligue galloise en 1996-1997. Il signe ensuite à Cardiff en 1999. Il est le capitaine de Cardiff de 2002 jusqu'à 2005 avant que Rhys Williams ne le remplace.
En 2003, la Welsh Rugby Union réorganise le championnat et introduit des franchises, formées de plusieurs clubs, pour élever le niveau. Martyn Williams rejoint alors les Cardiff Blues. 
Martyn Williams a connu ses premières capes galloises dans les équipes de jeunes du pays de Galles. Très tôt, il franchit le palier. En 1996, il débute avec le pays de Galles contre les Barbarians. 
Sa première apparition dans le Tournoi a lieu contre l'Angleterre en 1998. En 2003, il est capitaine contre l'Écosse.
Il atteint sa cinquantième sélection lors du premier match du Tournoi des six nations 2005.
Lors du Tournoi des six nations 2005, son influence dans la conquête du grand chelem est considérable. Il marque ainsi deux essais mémorables contre la France tôt en seconde mi-temps, quand la défaite galloise semble acquise... Il a été élu Joueur du Tournoi 2006. 
Martyn Williams annonce sa retraite internationale le 1er octobre 2007, après avoir disputé la Coupe du monde. Il revient sur sa décision quand Warren Gatland, le nouveau sélectionneur, fait appel à lui. Il participe alors au Grand Chelem en 2008 et il devient en 2009 le Gallois qui a disputé le plus de rencontres du Tournoi (47),,, dépassant la légende Gareth Edwards (45).
Martyn Williams a également connu l'honneur d'être retenu pour la tournée des Lions en Australie durant l'été 2001, en Nouvelle-Zélande durant l'été 2005. Il fait partie du groupe retenu pour aller en Afrique du Sud durant l'été 2009.
Lors de la demi-finale de Coupe d'Europe de rugby à XV 2008-2009 entre Cardiff Blues et Leicester Tigers, Martyn Williams rate son tir au but et Jordan Crane qualifie Leicester 7-6 aux tirs au but,. Pour la première fois de l'histoire des compétitions européennes de clubs, les tirs au but doivent départager les équipes.
En mai 2010, il reçoit le prix du fair play par l'European Rugby Cup (ERC).

## Statistiques en équipe nationale
- 100 sélections avec l'équipe du pays de Galles de rugby à XV
- 73 points
- 14 essais, 1 drop
- première cape le 25 septembre 1996 contre la France.

Depuis 1996, Martyn Williams a disputé 100 matchs avec l'équipe du pays de Galles au cours desquels il a marqué 14 essais. Il a notamment participé à treize Tournois des cinq ou six nations consécutifs (1998-2010) et trois Coupes du monde (1999, 2003 et 2007).

## Palmarès

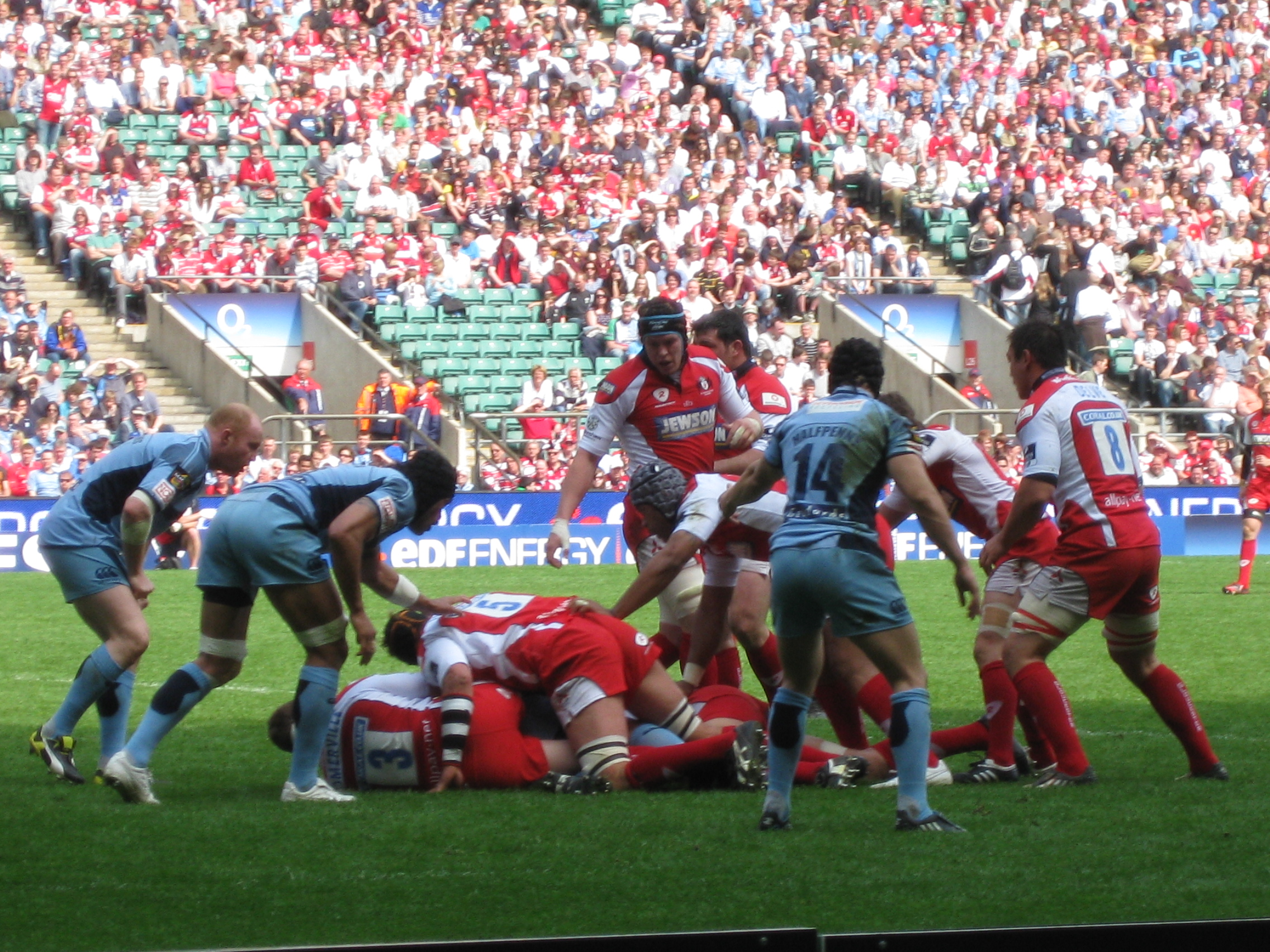
Gloucester et les Cardiff Blues de Martyn Williams (à gauche) en Coupe anglo-galloise en finale le 18 avril 2009 au stade de Twickenham

### En club
Cardiff RFC : Finaliste de la Coupe d'Europe 1996
Pontypridd : Ligue Galloise (1996-1997)
Cardiff Blues : Coupe Anglo-Galloise (2009)

### Avec le pays de Galles
En une dizaine d'années, Martyn Williams s'est construit un palmarès honorable avec deux grands chelems. Il a disputé trois coupes du monde, atteignant les quarts de finale à deux reprises.
- Grand Chelem en 2005 (Meilleur joueur du Tournoi)
- Grand Chelem en 2008

### Avec les Lions britanniques
- Tournée des Lions en Australie durant l'été 2001, tournée des Lions en Nouvelle-Zélande durant l'été 2005, tour des Lions durant l'été 2009.
- Une sélection chez les Lions en 2005.
- trois sélections chez les Lions en 2009.